# Jānis Miņins
Jānis Miņins (Kuldīga, 15 agosto 1980) è un bobbista lettone.

## Biografia
Viene ricordato come vincitore di una medaglia di bronzo nella sua disciplina, vittoria avvenuta ai campionati mondiali del 2009 (edizione tenutasi a Lake Placid, Stati Uniti d'America) insieme ai connazionali Daumants Dreiškens, Oskars Melbārdis e Intars Dambis. Nell'edizione l'oro andò alla nazionale statunitense, l'argento alla tedesca.
Vinse inoltre la medaglia d'oro ai campionati europei nel 2008 a Cesana, sempre con Melbardis, Dreiskens e Dambis.

## Palmarès

### Mondiali
- 1 medaglia:
  - 1 bronzo (bob a quattro a Lake Placid 2009).

### Europei
- 1 medaglia:
  - 1 oro (bob a quattro a Cesana 2008).